# Phreatia asciiformis
Phreatia asciiformis là một loài thực vật có hoa trong họ Lan. Loài này được J.J.Sm. miêu tả khoa học đầu tiên năm 1933.